# عثمان بن أحمد الأخير العمودي
عثمان بن أحمد الأخير العمودي التيمي القرشي شيخ وزعيم سياسي من حكام وادي دوعن بحضرموت. تزعم الشؤون السياسية والحركات الحربية لآل العمودي في دوعن في النصف الأول من القرن العاشر الهجري عقب اعتزال أخيه عمر حكم الوادي وسياسته. وهو الذي هزم الأتراك الذين دعموا سلطان سيئون الكثيري بدر أبو طويرق، وكان في نظر كثير من المؤرخين أول من كون دولة ونفوذ سياسي وزعامة قبلية لآل العمودي.

## نسبه
عثمان بن أحمد الأخير بن محمد بن عثمان بن أحمد القديم بن محمد الطيار بن عثمان بن عمر مولى خضم بن محمد بن سعيد بن عيسى بن أحمد بن سعيد بن أحمد بن سعيد عمود الدين بن عيسى بن شعبان بن عيسى بن داوود بن محمد بن نوح بن طلحة بن عبد الله بن عبد الرحمن بن أبي بكر الصديق.
فهو الحفيد 23 لخليفة رسول الله أبي بكر الصديق في سلسلة نسبه.